# 克拉斯尼扬斯基农村居民点 (乌留平斯克区)
克拉斯尼扬斯基农村居民点（俄语：Краснянское сельское поселение）是俄罗斯联邦伏尔加格勒州乌留平斯克区所属的一个农村居民点。其下辖有5个居民点，行政中心为克拉斯内。据2016年统计，该农村居民点的人口为574人。